# Rekordy mistrzostw Afryki w lekkoatletyce
Rekordy mistrzostw Afryki w lekkoatletyce − najlepsze rezultaty w historii tej imprezy.

## Mężczyźni
| Konkurencja                   | Rezultat | Zawodnik                                                                                | Miejsce uzyskania | Data             |
| ----------------------------- | -------- | --------------------------------------------------------------------------------------- | ----------------- | ---------------- |
| bieg na 100 m                 | 9,94     | Seun Ogunkoya                                                                           | Dakar             | 19 sierpnia 1998 |
| bieg na 200 m                 | 19,99    | Frank Fredericks                                                                        | Dakar             | 22 sierpnia 1998 |
| bieg na 400 m                 | 44,23    | Isaac Makwala                                                                           | Marrakesz         | 12 sierpnia 2014 |
| bieg na 800 m                 | 1:42,84  | David Rudisha                                                                           | Nairobi           | 30 lipca 2010    |
| bieg na 1500 m                | 3:33,95  | Brian Komen                                                                             | Duala             | 26 czerwca 2024  |
| bieg na 5000 m                | 13:09,68 | Simon Chemoywo                                                                          | Durban            | 27 czerwca 1993  |
| bieg na 10 000 m              | 27:19,74 | Kenneth Kipkemoi                                                                        | Porto-Novo        | 28 czerwca 2012  |
| bieg na 110 m przez płotki    | 13,49    | Louis François Mendy                                                                    | Duala             | 25 czerwca 2024  |
| bieg na 110 m przez płotki    | 13,43    | Antonio Alkana                                                                          | Durban            | 25 czerwca 2016  |
| bieg na 400 m przez płotki    | 48,29    | Amadou Dia Ba                                                                           | Kair              | 16 sierpnia 1985 |
| bieg na 3000 m z przeszkodami | 8:11,03  | Paul Kipsiele Koech                                                                     | Bambous           | 11 sierpnia 2006 |
| sztafeta 4 × 100 m            | 38,25    | Południowa Afryka · Akani Simbine · Simon Magakwe · Emile Erasmus · Henricho Bruintjies | Asaba             | 3 sierpnia 2018  |
| sztafeta 4 × 400 m            | 3:00,92  | Kenia · Jared Momanyi · Alphas Kisoyian · Aron Koech · Emmanuel Korir                   | Asaba             | 5 sierpnia 2018  |
| chód na 20 km                 | 1:22:55  | Mohamed Ameur                                                                           | Addis Abeba       | 4 maja 2008      |
| skok wzwyż                    | 2,34     | Abderahmane Hammad                                                                      | Algier            | 14 lipca 2000    |
| skok wzwyż                    | 2,34     | Kabelo Kgosiemang                                                                       | Addis Abeba       | 4 maja 2008      |
| skok o tyczce                 | 5,41     | Cheyne Rahme                                                                            | Marrakesz         | 13 sierpnia 2014 |
| skok w dal                    | 8,45     | Rushwal Samaai                                                                          | Asaba             | 2 sierpnia 2018  |
| trójskok                      | 17,23    | Andrew Owusu                                                                            | Dakar             | 19 sierpnia 1998 |
| pchnięcie kulą                | 21,20    | Chukwuebuka Enekwechi                                                                   | Saint-Pierre      | 12 czerwca 2022  |
| rzut dyskiem                  | 63,90    | Oussama Khennoussi                                                                      | Duala             | 23 czerwca 2024  |
| rzut młotem                   | 79,09    | Mostafa Al-Gamal                                                                        | Marrakesz         | 13 sierpnia 2014 |
| rzut oszczepem                | 87,26    | Tom Petranoff                                                                           | Belle Vue Maurel  | 28 czerwca 1992  |
| dziesięciobój                 | 8302 pkt | Larbi Bouraada                                                                          | Marrakesz         | 12 lipca 2014    |

## Kobiety
| Konkurencja                   | Rezultat | Zawodniczka                                                                                 | Miejsce uzyskania | Data             |
| ----------------------------- | -------- | ------------------------------------------------------------------------------------------- | ----------------- | ---------------- |
| bieg na 100 m                 | 10,99    | Murielle Ahoure                                                                             | Durban            | 23 czerwca 2016  |
| bieg na 200 m                 | 22,22    | Falilat Ogunkoya                                                                            | Dakar             | 22 sierpnia 1998 |
| bieg na 400 m                 | 49,54    | Amantle Montsho                                                                             | Porto-Novo        | 29 czerwca 2012  |
| bieg na 800 m                 | 1:56,06  | Caster Semenya                                                                              | Asaba             | 5 sierpnia 2018  |
| bieg na 1500 m                | 4:01,99  | Caster Semenya                                                                              | Durban            | 24 czerwca 2016  |
| bieg na 5000 m                | 15:05,45 | Sheila Chepkurui                                                                            | Durban            | 23 czerwca 2016  |
| bieg na 10 000 m              | 30:26,94 | Alice Aprot                                                                                 | Durban            | 25 czerwca 2016  |
| bieg na 100 m przez płotki    | 12,70    | Ebony Morrison                                                                              | Duala             | 22 czerwca 2024  |
| bieg na 400 m przez płotki    | 54,24    | Nezha Bidouane                                                                              | Dakar             | 22 sierpnia 1998 |
| bieg na 3000 m z przeszkodami | 8:59,88  | Beatrice Chepkoech                                                                          | Asaba             | 5 sierpnia 2018  |
| sztafeta 4 × 100 m            | 43,01    | Nigeria · Justina Tiana Eyakpobeyan · Tima Godbless · Olayinka Olajide · Tobi Amusan        | Duala             | 24 czerwca 2024  |
| sztafeta 4 × 400 m            | 3:27,31  | Nigeria · Patience Okon George · Esther Elo Joseph · Omolara Ogunmakinju · Ella Onojuvwevwo | Duala             | 26 czerwca 2024  |
| chód na 20 km                 | 1:34:19  | Grace Njue                                                                                  | Nairobi           | 1 sierpnia 2010  |
| skok wzwyż                    | 1,95     | Lucienne N’Da                                                                               | Belle Vue Maurel  | 28 czerwca 1992  |
| skok wzwyż                    | 1,95     | Hestrie Cloete                                                                              | Tunis             | 7 sierpnia 2002  |
| skok o tyczce                 | 4,21     | Syrine Balti                                                                                | Bambous           | 10 sierpnia 2006 |
| skok w dal                    | 6,96     | Blessing Okagbare                                                                           | Porto-Novo        | 28 czerwca 2012  |
| trójskok                      | 14,95    | Françoise Mbango Etone                                                                      | Tunis             | 6 sierpnia 2002  |
| pchnięcie kulą                | 18,86    | Vivian Chukwuemeka                                                                          | Porto-Novo        | 1 lipca 2012     |
| rzut dyskiem                  | 59,79    | Chinwe Okoro                                                                                | Marrakesz         | 12 sierpnia 2014 |
| rzut młotem                   | 68,35    | Amy Sene                                                                                    | Durban            | 17 lipca 2004    |
| rzut oszczepem                | 65,32    | Sunette Viljoen                                                                             | Marrakesz         | 13 sierpnia 2014 |
| siedmiobój                    | 6153 pkt | Uhunoma Osazuwa                                                                             | Durban            | 25 czerwca 2016  |

## Mieszane
| Konkurencja        | Rezultat | Zawodnicy                                                                               | Miejsce uzyskania | Data            |
| ------------------ | -------- | --------------------------------------------------------------------------------------- | ----------------- | --------------- |
| sztafeta 4 × 400 m | 3:13,12  | Południowa Afryka · Gardeo Isaacs · Shirley Nekhubui · Mthi Mthimkulu · Miranda Coetzee | Duala             | 22 czerwca 2024 |